# Rafael Ferraro Sebastià
Rafael Ferraro Sebastià (València, 1942) és un polític valencià, diputat a les Corts Valencianes des de la III a la VIII legislatures.

## Biografia
Treballà com a agent comercial col·legiat. Fou un dels fundadors d'Unió Valenciana el 1982, i en fou tresorer fins al 1995. El 1996 abandonà el partit i el 1997 fundà Iniciativa de Progrés de la Comunitat Valenciana (IPCV), que abandonaria també el 1999 per a ingressar en el Partit Popular. Fou elegit diputat per la província de València a les eleccions a les Corts Valencianes de 1991 i 1995 per Unió Valenciana i a les de 1999, 2003, 2007 i 2011 pel Partit Popular (PP).